# Marcos Aoás Corrêa
Marcos Aoás Corrêa, sovint anomenat Marquinhos, (São Paulo, Brasil, 14 de maig de 1994) és un futbolista brasiler. Juga a la posició de defensa central i actualment milita a l'equip Paris Saint-Germain FC de la Ligue 1 de França.

## Trajectòria
Marquinhos va ser considerat durant anys un dels joves més prometedors del Corinthians. Conegut per la seva versatilitat, Marquinhos va entrar a les files de Corinthians a l'edat de vuit anys el 2002. Amb deu anys de trajectòria en els equips formatius del seu club, el 2010 va ser seleccionat pel Brasil Sub-17. El 2012 Marquinhos va ser part de la selecció de Corinthians per a la Copa São Paulo de Futebol Júnior 2012. Va fer 6 aparicions oficials de lliga amb la selecció absoluta de Corinthians.
El juliol de 2012, Marquinhos va signar per l'AS Roma de la Sèrie A italiana provinent del Corinthians.
El 20 de juliol de 2013, va signar un contracte de cinc anys amb el Paris Saint-Germain FC per un cost de 31,4 milions d'euros.
El 19 de maig de 2023, Marquinhos va signar un nou contracte de llarga durada amb el PSG fins al juny de 2028, que, si es compleix, el portaria al seu quinzè any al club.
El 6 d’abril de 2024, va disputar el seu partit número 435 amb el PSG contra el Clermont, igualant el rècord de Jean-Marc Pilorget com a jugador amb més aparicions en la història del club. Quatre dies després, el va superar en disputar el seu partit número 436 contra el Barcelona en els quarts de final de la Lliga de Campions de la UEFA.

## Palmarès
Font:
Corinthians
- 1 Copa Libertadores (2011-12)

Paris Saint-Germain
- 9 Ligue 1 (2013-14, 2014-15, 2015-16, 2017-18, 2018-19, 2019-20, 2021-22, 2022-23, 2023-24)
- 7 Copes franceses (2014-15, 2015-16, 2016-17, 2017-18, 2019-20, 2020-21, 2023-24)
- 6 Copes de la lliga francesa (2013-14, 2014-15, 2015-16, 2016-17, 2017-18, 2019-20)
- 9 Supercopes franceses (2014, 2015, 2017, 2018, 2019, 2020, 2022, 2023, 2024)

Selecció del Brasil
- 1 Copa Amèrica: (2019)
- 1 Campionat sud-americà de futbol sub-17 (2011)
- 1 Medalla d'Or dels Jocs Olímpics (2016)